# ロシア天然資源・環境省
ロシア連邦天然資源・環境省（ロシアれんぽうてんねんしげん・かんきょうしょう、Министерство природных ресурсов и экологии Российской Федерации）は、ロシアの中央省庁のひとつ。2008年にロシア連邦天然資源省（Министерство природных ресурсов Российской Федерации）から改称した。
環境行政、環境保護政策を担当している。

## 組織

### 次官
- 次官　リナト・リナトヴィチ・ギザトゥーリン（2011年4月15日）
- 次官　ウラジーミル・アリベルトヴィチ・レベジェフ（2012年7月19日から）
- 次官　セミョーン・ロマノヴィチ・レヴィ（2008年2月8日）
- 次官兼連邦地下資源利用局長官　ヴァレリー・アナトリエヴィチ・パク（2013年7月[1]）
- 次官兼国家書記（官房長）ニコライ・ヴァレリヤノヴィチ・ポポーフ（2008年7月2日）
- 次官 デニス・ゲンナジエヴィチ・ハラモフ（2011年8月23日）

### 中央部局
ロシア連邦天然資源・環境省には、本省に以下の部局（Департамент）が設置されている。
- 水資源分野国家政策管理局
- 地質・鉱物資源分野国家政策管理局
- 水文気象学・環境監視分野国家政策管理局
- 森林資源分野国家政策管理局
- 狩猟・野生動物分野国家政策管理局
- 環境保護・生態系安全分野国家政策管理局
- 国際協力局
- 経済財政局
- 法務局
- 管理・職員局

### 外局
- 連邦水文気象学・環境監視庁（ロシア気象庁、ロシドロメト）
- 連邦天然資源管理庁（ロスプリロドナドゾル) 頭スヴェトラーナ・ゲンナディエフナ・ラジオノワ[2][3][4]
- 連邦水資源庁（ロスヴォードレスルスィ）
- 連邦地下資源利用庁（ロスネドラ）
- 連邦森林庁（ロシア林野庁、ロスレスホーズ）

## 歴代大臣
| 代 | 肖像 | 氏名                     | 内閣                                                                                        | 在任期間                     | 備考                            |
| -- | ---- | ------------------------ | ------------------------------------------------------------------------------------------- | ---------------------------- | ------------------------------- |
| 1  |      | ユーリ・トルトネフ       | ヴィクトル・ズプコフ内閣 第2次ウラジーミル・プーチン内閣 ドミートリー・メドヴェージェフ内閣 | 2004年5月9日 - 2012年5月21日 | 2008年5月12日までは天然資源相。 |
| 2  |      | セルゲイ・ドンスコイ     | ドミートリー・メドヴェージェフ内閣                                                          | 2012年5月21日 - 2018年       | 2018までは天然資源相。          |
| ３ |      | ドミトリー・コブルキン   | ドミートリー・メドヴェージェフ内閣 ミハイル・ミシュスティン内閣                             |                              |                                 |
| ４ |      | アレクサンダー・コズロフ | ミハイル・ミシュスティン内閣                                                                | 2020年11月10日より           | 現職                            |